# دايفيد سيلفا
دايفيد سيلفا (بالبرتغالية: David Silva‏) (و. 1986  م) هو لاعب كرة قدم، من الرأس الأخضر، ولد في قلمرية، شارك في كأس الأمم الأفريقية 2013، مركز لعبه هو الجناح ‏.

## روابط خارجية
- دايفيد سيلفا على موقع قاعدة بيانات كرة القدم.إي يو (الإنجليزية)
- دايفيد سيلفا على موقع ناشيونال فوتبول تيمز (الإنجليزية)
- دايفيد سيلفا على موقع Soccerbase.com (لاعب) (الإنجليزية)
- دايفيد سيلفا على موقع Soccerway.com (الإنجليزية)
- دايفيد سيلفا على موقع عالم كرة القدم.نت (الإنجليزية)